# IShowSpeed
小达伦·杰森·沃特金斯（英語：Darren Jason Watkins Jr.；2005年1月21日—），網名IShowSpeed，在中國內地暱稱甲亢哥，美国YouTube实况主暨饒舌歌手，以线上直播走紅，实况内容多以游戏为主，如《堡垒之夜》和《FIFA 23》等。 
游戏博客《Kotaku》称沃特金斯为YouTube上粉丝数上升最快的主播之一。他亦闻名於其创作的歌曲《Shake》、《Ronaldo (Sewey) 》和《God Is Good》，这些歌曲使他收获眾多粉丝。

## 生平
小达伦·沃特金斯于2005年1月21日生于俄亥俄州辛辛那提。
沃特金斯于2016年注册YouTube账号，起初频道以偶尔上传游戏视频为主。2017年12月左右，沃特金斯开始直播和上传《NBA 2K》和《堡垒之夜》等游戏视频，但平均观看人数只有两位观众。他的订阅数在几个月的时间里急增，2021年4月沃特金斯达到10万订阅并于2021年6月达到100万订阅，随后在2022年7月突破1000万订阅。不久后他在2023年1月1日达到1500万订阅。
2025年4月5日，他達到超過3800萬訂閱。

## 职业生涯

### 主播生涯
沃特金斯于2019年开始直播。2021年，他的粉丝开始在TikTok上发布他的直播片段，观众对他在相机前常有搞笑以及暴力行为的片段。这些片段很受欢迎，并成为網路迷因，之后他的行为开始变得出格，被直播平台Twitch和游戏《无畏契约》封禁。他被游戏博客《Kotaku》称为YouTube上「粉丝数量上升最快的实况主之一」。沃特金斯游玩《会说话的本》的视频被给这款手机游戏带来了很多人气，在该游戏发布十年后成为App Store上最畅销的游戏。
2022年7月，他在卧室燃放一个皮卡丘造型的烟花，差点造成房屋起火自焚的悲劇。2022年8月，他在YouTube上进行直播时被观众恶作剧报假警，他被戴上手铐，他的摄影师被迫结束直播。事后他声称自己被关进了监狱，阿丁·罗斯不得不将他保释出来。他在8月11日重新开始直播。
2022年9月，沃特金斯参加了Sideman慈善足球赛。在比赛中，他因进球被判越位而对麥克·卡頓保感到沮丧。他接着用他在庆祝时脱下的球衣抽打他。2022年11月，美国说唱歌手利尔·纳斯·X在他的直播首秀中出现在IShowSpeed的实况中。
2025年3月18日，沃特金斯宣布他將在中国大陆、香港進行线下巡迴直播。在巡迴期間，有報導指出中華人民共和國政府讚揚且鼓勵後人推起沃特金斯浪潮「促進中美兩國之間的正面關係」。新华社、中央电视台和人民日报皆以肯定態度報導這一系列直播。长沙市有关单位全程跟进沃特金斯当地行程，并在市中心街头大屏幕及多处路灯柱广告致谢。与他在中国大陆的直播相比，沃特金斯在香港直播期间吸引大批粉丝拥挤和骚扰，一度陷入混乱。在乘坐港铁时还导致天后站遭人破坏和逃票。一段时间后，他在哔哩哔哩首次开展直播，记录了他的深圳及长沙行。

### 音乐生涯
2021年8月，沃特金斯在他的YouTube频道上发布了他的第一首单曲《Dooty Booty》。上传后，这首歌迅速在YouTube和其他社交媒体网站（如TikTok）上流行起来。2021年11月，沃特金斯发布了一首名为 《Shake》的单曲，在YouTube上获得了超过1.3亿次点阅。2022年11月，他在华纳唱片名下发布了一首名为 《世界杯》的单曲，以庆祝即将开幕的2022年國際足協世界盃。

## 争议
2021年12月，他参加了一个由阿丁·罗斯主持的Twitch直播节目《线上约会》。在直播中，沃特金斯问网红阿什·卡什（Ash Kash），如果世界末日来临，他们是地球上唯一的两个人，她是否会和他一起繁殖。当卡什说不会时，他咄咄逼人地问到：「谁能阻止我？」这被认定为强奸威胁。罗斯将他从Discord语音聊天室中踢出。然而，他后来又重新加入语音聊天室，并开始对卡什进行性骚扰并反复辱骂卡什。沃特金斯再次被踢出聊天室，罗斯为其行为向卡什道歉。沃特金斯后来被Twitch封禁。根据他的推文，沃特金斯被封禁的原因是「性恐吓」。
2022年4月，沃特金斯在直播中玩《无畏契约》的一个旧片段被网友扒出。在该片段中，他辱骂一名女玩家：「退出这该死的游戏，去给你丈夫洗碗。」这导致该游戏的制作人之一萨拉·达达夫沙尔（Sara Dadafshar）永久禁止沃特金斯参与无畏契约和所有其他拳头游戏旗下的所有游戏。YouTube全球游戏创作者负责人莱斯特·陈（Lester Chen）回复了这段视频，说他正在「处理」。沃特金斯很快为他的行为道歉，并表示这是「错误的行为」，而且他当天一直收到来自其他玩家的种族主义评论，比如有两个玩家告诉他「只有白人角色可以治疗回血」。
2022年7月，沃特金斯因在電子游戏《我的世界》中模拟性行为而被暂时被YouTube封禁。
2022年11月，天空体育宣布，因IShowSpeed曾发表厌恶女性和贬低他人的言论后，他们将停止在其平台上宣传IShowSpeed。同样在2022年11月，他被他的观众指责在一次直播中宣传所谓的加密货币骗局，他穿着以加密货币为中心的开放世界视频游戏的品牌服装。
2022年12月，沃特金斯因在2022年卡塔尔世界杯对一名中国球迷的行为引起争议，许多人认为其是种族主义者。在一次现场直播中，他走近一名身穿阿根廷球衣的男子，问他为什么支持阿根廷。该男子明显感到困惑，并明确表示他不会说英语，这促使IShowSpeed开始反复喊出（日语的「你好」），并开始發出令人联想到广东话和普通话的聲音。该直播片段开始在网上迅速流传，随后他在自己的推特账户上发布了一段道歉视频。
2023年8月，IShowSpeed一如既往在YouTube上直播，當時正在遊玩玩具熊的五夜後宮系列，因為受到遊戲驚嚇，想增添直播效果，在直播中甩起自己的褲子，途中發現生殖器外露，後迅速關閉直播。

## 音乐作品

### 单曲
| 标题                | 年份 | 巅峰榜单排行 | 巅峰榜单排行 | 巅峰榜单排行 | 巅峰榜单排行 | 专辑 |
| 标题                | 年份 | NLD Tip      | NZ Hot       | SWE Heat.    | UK           | 专辑 |
| ------------------- | ---- | ------------ | ------------ | ------------ | ------------ | ---- |
| 《Dooty Booty》     | 2021 | —            | —            | —            | —            |      |
| 《Shake》           | 2021 | —            | —            | —            | —            |      |
| 《God Is Good》     | 2022 | —            | —            | —            | —            |      |
| 《Ronaldo (Sewey)》 | 2022 | —            | —            | —            | —            |      |
| 《World Cup》       | 2022 | 1            | 29           | 6            | 52           |      |

## 摄影作品

### 音乐MV
| 年份 | 标题         | 创作者            | 角色 | 来源   |
| ---- | ------------ | ----------------- | ---- | ------ |
| 2022 | 《Let's Go》 | 艾奇以及泰安·韦恩 | 自己 | [ 44 ] |

## 奖项
| 年份 | 奖项                   | 类型           | 结果 | 来源   |
| ---- | ---------------------- | -------------- | ---- | ------ |
| 2022 | 第12屆美國網路電視大獎 | 年度最佳实况主 | 提名 | [ 45 ] |
| 2022 | 第12屆美國網路電視大獎 | 最大进步实况主 | 獲獎 | [ 45 ] |